# Sven Hallnäs

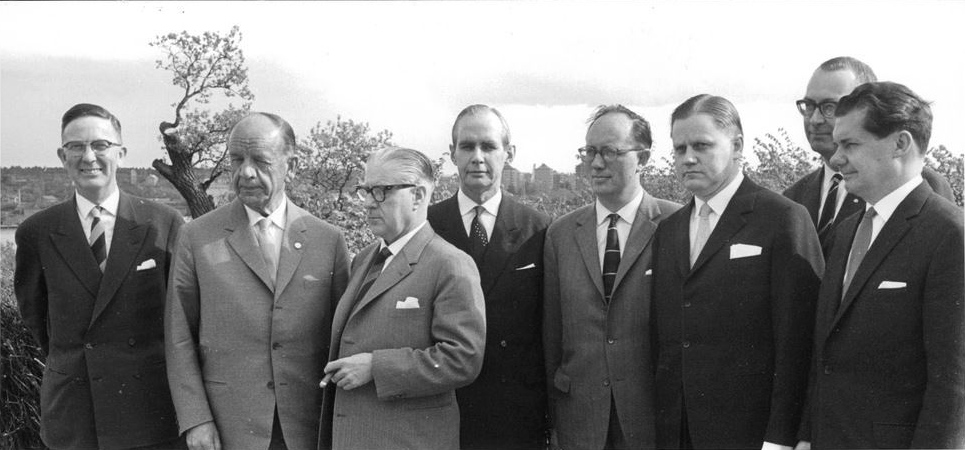
Sven Hallnäs (längst till vänster) tillsammans med fackliga företrädare från de andra nordiska länderna, 1962.

Sven Johan Alexander P:son Hallnäs, född den 2 november 1901 i Halmstad, död den 15 augusti 1991 i Täby, var en svensk fackföreningsman. 
Hallnäs var ordförande i Lunds studentkår 1930 och avlade juris kandidatexamen vid Lunds universitet 1933. Han var 1:e ombudsman i Svenska bankmannaförbundet 1936–1963, styrelseledamot i De anställdas centralorganisation 1937–1944 och i Tjänstemännens centralorganisation 1944–1964, ordförande i Tjänstemännens Bildningsverksamhet 1943–1963 och i statsstipendienämnden-studiemedelsnämnden i Stockholm 1950–1971 samt ledamot av 1945 års bankkommission och 1948 års förhandlingsrättskommission.
Hallnäs är gravsatt i minneslunden på Silverdals griftegård i Sollentuna. Han var son till bankdirektör Johan Persson och bror till tonsättaren Hilding Hallnäs.